# Rivera de Meca
La rivera de Meca, también llamada rivera del Meca y río Meca, es un río del sur de la península ibérica de la vertiente atlántica de Andalucía que discurre en su totalidad por el territorio del centro de la provincia de Huelva. 

## Curso
La rivera de Meca nace en El Andévalo y desemboca en el río Odiel, en el término municipal de Gibraleón, tras un recorrido de unos 40 km. La rivera de Meca está regulada justo antes de su confluencia con el río Odiel mediante el embalse del Sancho (58 hm³). Sus principales afluentes son la rivera de los Agustinos, la rivera del Aserrador y la rivera de la Dehesa-Boyal. Las minas de Tharsis ha creado serios problemas medioambientales en la zona debido a la generación de lixiviados ácidos muy contaminantes que producen un fuerte impacto en los ríos Meca y Oraque.